# 使用貸借
使用貸借（しようたいしゃく）は、当事者の一方（借主）が無償である物を引き渡すことを約し、相手方がその受け取った物について無償で使用及び収益をして契約が終了したときに返還をすることを約することを内容とする契約。日本の民法では典型契約の一種とされる（民法第593条）。
- 日本の民法は、以下で条数のみ記載する。

## 概説

### 使用貸借の意義
民法に規定される使用貸借は当事者の一方が無償である物を引き渡すことを約し、相手方がその受け取った物について無償で使用及び収益をして契約が終了したときに返還をすることを約することを内容とする諾成・無償・片務契約である（第593条）。2017年改正前の民法では相手方から目的物を受け取ることを要する要物契約とされていたが、2017年改正の民法（2020年4月1日法律施行）で諾成契約に変更された。
使用貸借は消費貸借や賃貸借と同じく貸借型契約（使用許与契約）に分類される。借主と貸主に親族関係など、個人的な信頼関係が存在することが想定された類型である。ただ、親族間の土地貸借などの場合、使用貸借なのか賃貸借なのか無償の地上権なのかをめぐって問題となる場合があるとされる。

### 使用貸借の性質
- 諾成契約
使用貸借は2017年改正の民法（2020年4月1日法律施行）で諾成契約となった[1]。
2017年改正前の民法では使用貸借は要物契約とされていた（旧593条の「物を受け取ることによって」の文言）。沿革的な理由によるといわれ、目的物の交付は現実の引渡しのほか簡易の引渡しや占有改定でもよいとされていた[6]。また、現代的な意義としては単なる合意の段階で裁判によってまで目的物を貸すことを要求する権利を認める必要はない点が理由とされていた[4]。
旧法でも要物性を緩和し、使用貸借の予約や諾成的使用貸借も有効に成立するとされていた（通説）[7]。現代社会では使用貸借も単なる恩恵ではなく、経済的取引の一環で利用され借主の期待を保護すべき場面があることから、2017年改正の民法（2020年4月1日法律施行）で諾成契約に変更された[8]。
- 無償契約
使用貸借は無償契約である。多少の金銭等の交付があっても対価性が認められない限り無償契約である[9]。貸主の担保責任については同じ無償契約である贈与者の担保責任の規定（第551条）が準用される（第596条）。なお、負担付贈与が認められるのと同様に負担付使用貸借も認められる[6]。
- 片務契約

## 使用貸借の成立
先述のように使用貸借は2017年改正の民法（2020年4月1日法律施行）で諾成契約となった。
使用貸借は無償契約であり、合意後はいかなる場合でも貸主が目的物の使用収益義務を負担するという解釈はバランスを欠くため、贈与契約と同様に、貸主は、借主が借用物を受け取るまでは、契約の解除をすることができる（第593条の2）。ただし、書面による使用貸借については、目的物の引渡前であっても解除をすることはできない（第593条の2ただし書）。2017年改正前の民法では使用貸借は要物契約とされていたが、使用貸借の予約や諾成的使用貸借も認められ、それらも同じ無償契約である書面によらない贈与の撤回（現行法では解除）について規定した第550条を類推適用すべきとされていた。
目的物は不動産か動産かを問わないが、契約の性質上、使用により消滅してしまう物は目的物となりえない（非消費物を目的物とする点で消費物を目的物とする消費貸借と異なる）。物の分類（消費物と非消費物）については物 (法律)#物の分類も参照。

## 使用貸借の効力

### 対内的関係
- 借主の使用収益権と貸主の用益受忍義務
  - 借主の使用収益権
借主は借用物を無償で使用収益できる（使用収益権。第593条）。使用収益にあたって借主は用法遵守義務を負うとともに（第594条1項）、目的物を第三者に使用・収益させない義務を負う（ただし、貸主の承諾を得たときは例外的に許容される）（第594条2項）。借主がこれらの規定に違反して使用・収益をしたときは、貸主は契約の解除をすることができる（第594条3項）。
借主は契約の本旨に反する使用収益によって生じた損害を賠償しなければならない。ただし、損害賠償請求権については貸主が返還を受けた時から1年以内の除斥期間があり（第600条1項）、用法違反の時から10年間の消滅時効にもかかる[1]。2017年改正の民法（2020年4月1日法律施行）で貸主が返還を受けた時から1年を経過するまでの間は、時効は完成しないとする規定が新設された（第600条2項）[1]。
    - 借主の目的物保管義務

借主は借用物の保管において善管注意義務を負う（第400条）。善管注意義務違反の場合は債務不履行となる[10]。
    - 借主の費用負担義務

借用物の通常の必要費の負担義務を負う（第595条1項）。その他の費用については第583条2項、第196条の規定によって負担する。ただし、貸主が負担すべき費用について借主が支出した場合の償還は、貸主が返還を受けた時から1年の除斥期間に服する（第600条1項）。
  - 貸主の用益受忍義務

借主の使用収益権に対応して、貸主は用益受忍義務（使用収益受忍義務・許容義務）を負うことになるが、この義務は借主による使用収益を妨害しないという消極的な義務にとどまる[11][5][10]。
  - 貸主の解除権

借主が用法遵守義務に違反したり、貸主に無断で第三者に使用収益させた場合、貸主は契約を解除することができる（第594条3項）。借主の帰責事由や催告は不要である[13]。
- 借主の目的物返還義務

#使用貸借の終了を参照
- 貸主の担保責任

貸主は用益受忍義務のほか担保責任を負う（第596条）。ただし、無償契約であるため贈与者の担保責任の規定（第551条）が準用され、その規定にしたがって担保責任を負担する。

### 対外的関係
- 対抗力
使用貸借は第三者に対して対抗力を持たない[4]。目的物につき他者の賃借権と競合する場合、現に占有している者（占有の早い方）が優先するが、対抗要件を備えた賃借権に対して使用貸借は劣後する[14]。
- 妨害排除請求
使用貸借に基づく妨害排除請求はできないが、借主は債権者代位権の転用により所有者の妨害排除請求権を行使しうる[14]。

## 使用貸借の終了
2017年改正の民法（2020年4月1日法律施行）で期間満了等による契約の終了と解除に条文が整理された。

### 終了原因
以下の場合には使用貸借は終了するので、借主は借用物を貸主に返還しなければならない。
- 返還時期の定めがある場合（第597条1項）
契約に定められた返還時期が到来した場合には使用貸借は終了する（第597条1項）。期限は不確定期限であってもよい[15]。
- 返還時期の定めのない場合（第597条2項）
返還時期を定めなかった場合でも借主が契約に定めた目的に従って借用物の使用・収益が終わった場合には使用貸借は終了する（第597条2項）。目的は個別具体的なものでなければならない[15]。
- 借主の死亡（第597条3項、旧第599条）
賃貸借とは異なり使用貸借は相続の対象とはならず借主の死亡により終了する（第597条3項、旧第599条。判例として最判昭32・8・30裁判集民27巻651頁）[16][17]。使用貸借は人的な信頼関係と貸主の好意的動機を基礎とするものであるためとされる（ただし、借主が死亡しても使用貸借を存続させる特約は認められる）[18][17]。

### 解除

#### 貸主の解除
- 返還時期の定めがなく使用及び収益の目的の定めがある場合（第598条1項）
借主が使用・収益をするのに足りる期間を経過したとみられる場合、貸主は使用貸借契約を解除して返還請求しうる（第598条1項、旧第597条2項但書）。借主が現に使用収益中の場合が問題となるが、諸般の事情を考量した上で判断すべきとされる（通説）[19]。なお、法改正前の旧第597条2項但書の解釈では、この条項の類推適用により当事者間の信頼関係が破綻したとみられるときは解約しうると解されている[19]（信頼関係破壊の法理も参照）。
- 返還時期の定めも使用及び収益の目的の定めもない場合（第598条2項）
当事者が使用貸借の期間並びに使用及び収益の目的を定めなかったときは、貸主は、いつでも契約の解除をすることができる（第598条2項、旧第597条3項）。

#### 借主の解除
借主は、いつでも契約の解除をすることができる（第598条3項）。

### 収去等
借主は、借用物を受け取った後にこれに附属させた物を収去することができる（第599条2項、旧第598条）。
また、借主は、借用物を受け取った後にこれに附属させた物がある場合において、使用貸借が終了したときは、その附属させた物を収去する義務を負う（第599条1項）。2017年改正前の民法では借主の収去権の規定しかなく借主の収去義務は解釈で認められていたが、2017年改正の民法（2020年4月1日法律施行）で借主の収去義務が明文化された。ただし、従来の解釈のとおり借用物から分離することができない物又は分離するのに過分の費用を要する物については収去義務はない（第599条1項ただし書）。
借主は、借用物を受け取った後にこれに生じた損傷がある場合において、使用貸借が終了したときは、その損傷を原状に復する義務を負う。ただし、その損傷が借主の責めに帰することができない事由によるものであるときは、この限りでない（第599条3項）。借主の原状回復義務も2017年改正の民法（2020年4月1日法律施行）で従来の一般的解釈が明文化された。